# اللغة الإيطالية
اللغة الإيطالية (بالإيطالية: La Lingua Italiana أو Italiano )؛ هي إحدى اللغات التي تنتمي إلى عائلة اللغات الهندوأوروبية الرومانسية، يتحدثها نحو 60 مليون نسمة في إيطاليا وحدها، ونحو 70 مليون آخرين في جميع أنحاء العالم. وتعد اللغة الإيطالية إحدى اللغات الرسمية الأربع في الاتحاد السويسري، كما أنها اللغة الرسمية في سان مارينو بالإضافة لكونها اللغة الأولى بعد اللاتينية لدولة الفاتيكان. لقد تبنت الدولة اللغة الإيطالية القياسية (الفصحى) بعد توحيد إيطاليا عام 1815 معتمدة في ذلك على لهجات مدينة فلورنسا. وتأثرت الإيطالية في مراحل تطورها الطويلة باللهجات المحلية المتعددة بالمدن الإيطالية التي كانت وقتها تعد لغات قائمة بذاتها لكل مدينة - دولة، إلا أن الإيطالية وفي المقام الأول تعد الابنة البكر للغة اللاتينية، فقد تأثرت بشكل مباشر باللاتينية وورثت منها الكثير.
فمن بين العديد من اللغات الرومانسية التي تنسب في أصلها للاتينية، تعد اللغة الإيطالية هي الأقرب من اللاتينية من جهة مفرادتها اللغوية، التقارب اللغوي في المفردات بين الإيطالية واللغات الرومانسية الأخرى على النحو التالي: 89 % مع الفرنسية، 87 % مع الكتلانية، 85 % مع السردينية، 82 % مع الإسبانية، 78 % مع الرايتو - رومانس، 77 % مع اللغة الرومانية، 52 % مع المالطية.
اللغة الإيطالية تُدَرّس على نطاق واسع في العديد من المعاهد والجامعات حول العالم، ولكن نادراً ما تدرس كلغة أولى، ففي الواقع تحتل اللغة الإيطالية المرتبة الرابعة أو الخامسة كأكثر اللغات الأجنبية تدريساً على مستوى العالم. ففي الأقاليم الأنجلوفونية (المتحدثة بالإنجليزية) بكندا، تعد اللغة الإيطالية - بعد الفرنسية - ثالث أكثر اللغات تدريسا بالمدارس والجامعات. أما في الأقاليم الفرانكوفونية (المتحدثة بالفرنسية) فتعتبر الإيطالية الثالثة في الترتيب بعد الإنجليزية كأكثر اللغات التي يتم تدريسها هناك. أما في الولايات المتحدة الأمريكية والمملكة المتحدة فاللغة الإيطالية تصنف الثالثة من حيث الترتيب والأهمية بعد (الإسبانية والفرنسية بالولايات المتحدة على الترتيب) و(الفرنسية والإسبانية بالمملكة المتحدة على الترتيب). عالمياً تعد اللغة الإيطالية الخامسة من حيث الترتيب بعد الإنجليزية والإسبانية والفرنسية والألمانية .
أما على الصعيد الأوروبي، فاللغة الإيطالية تمثل اللغة الأم لنحو 13 % من الأوروبيين (نحو 65 مليون منهم في إيطاليا نفسها) وكلغة ثانية تمثل نحو 3 % (14 مليون) من إجمالي السكان بأوروبا، ومن بين الدول الأعضاء بالإتحاد الأوروبي التي تدرس فيها اللغة الإيطالية كلغة ثانية مالطا (61 %)، كرواتيا (14%)، سلوفينيا (12 %)، النمسا (11 %)، رومانيا (8%)، فرنسا (6%)، وأخيرا اليونان (6%). كما أنها تعد لغة ثانية ذات أهمية في ألبانيا وسويسرا وهم ليسوا أعضاء بالأتحاد الأوروبي حالياً. كما تعد الإيطالية لغة مؤثرة في اللهجة الليبية بسبب الاستعمار الإيطالي لليبيا سنة 1911 والتونسية كما تدرس المناهج التونسية اللغة الإيطالية بالإضافة إلى الفرنسية والإنجليزية.

## الأبجدية الإيطالية
تكتب الإيطالية بالأبجدية اللاتينية المعروفة وتتكون من 21 حرف وهي حسب الجدول التالى :
| Letter | Name | IPA         | Letter | Name     | IPA          |
| ------ | ---- | ----------- | ------ | -------- | ------------ |
| A, a   | a    | ‎/a/‏         | N, n   | enne     | ‎/n/‏          |
| B, b   | bi   | ‎/b/‏         | O, o   | o        | ‎/o/‏ or ‎/ɔ/‏   |
| C, c   | ci   | ‎/k/‏ or ‎/tʃ/‏ | P, p   | pi       | ‎/p/‏          |
| D, d   | di   | ‎/d/‏         | Q, q   | cu       | ‎/k/‏          |
| E, e   | e    | ‎/e/‏ or ‎/ɛ/‏  | R, r   | erre     | ‎/r/‏          |
| F, f   | effe | ‎/f/‏         | S, s   | esse     | ‎/s/‏ or ‎/z/‏   |
| G, g   | gi   | ‎/g/‏ or ‎/dʒ/‏ | T, t   | ti       | ‎/t/‏          |
| H, h   | acca |             | U, u   | u        | ‎/u/‏ or ‎/w/‏   |
| I, i   | i    | ‎/i/‏ or ‎/j/‏  | V, v   | vi or vu | ‎/v/‏          |
| L, l   | elle | ‎/l/‏         | Z, z   | zeta     | ‎/dz/‏ or ‎/ts/‏ |
| M, m   | emme | ‎/m/‏         |        |          |              |

تحتوى الأبجدية الإيطالية على 5 أحرف متحركة هم (a - e - i - o - u)، لجميعهم قيمتان صوتيتان ماعدا حرف (a) له قيمة صوتية واحدة ينطق (آه). علاوة على أن حرفى (e - i) يؤثران في نطق حرفى (c - g) إذا تلاهما كما يلى
حرف (c) ينطق تشى إذا تلاه (i) ككلمة (cifra) تشيفرا بمعنى رقم، حرف (c) ينطق تشيه إذا تلاه (e) ككلمة (cera) تشيرا بمعنى شمع، اما إذا سبق حرف (c) بحرف (s) كما يلى (sci - sce) فإنه ينطق شي - شيه كالأتى (scimma) شيما بمعنى قرد. فيما عدا تلك الحالات تنطق (c) كحرف الكاف العربى مثل come كومى بمعنى كيف ؟
حرف (g) إذا جاء بعده (h) ينطق جيم مصرية ككلمة (ghirba) جيربا بمعنى قربة، أما لو جاء بعده (e - i) فينطق كالجيم في كلمة جيلاتى مثل (gesso) بمعنى جبس، أما المقطع (gli) فينطق (لى) بدون نطق ال (g) ككلمة(gli) بمعنى ال أداة تعريف للجمع.
المقطع (zione) متواجد بشكل كبير في اللغة الإيطالية وينطق (تسيونى) ككلمة (nazione) تنطق ناتسيونى أي أمة أو بلد.

## التاريخ

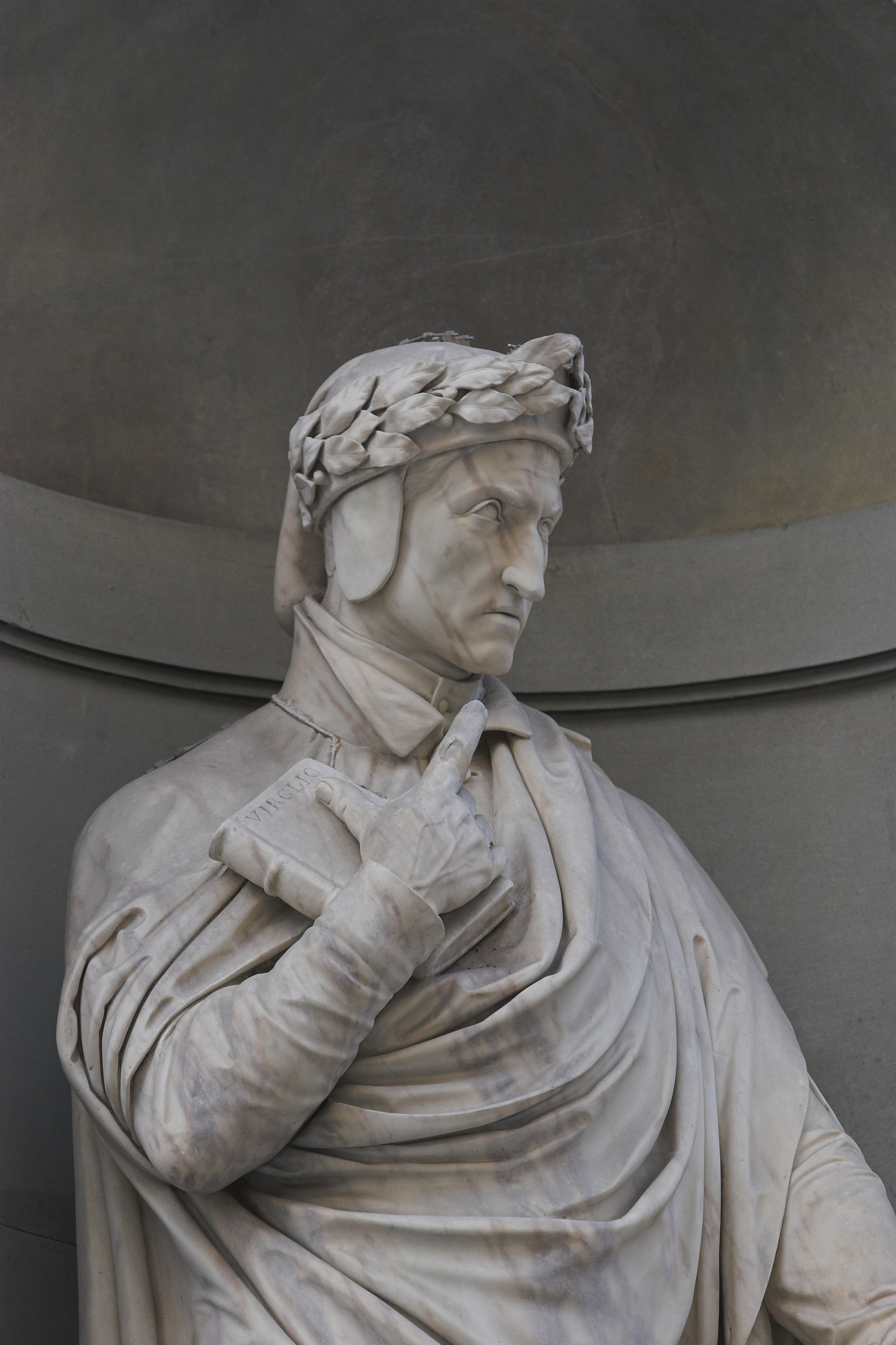
تمثال الشاعر الإيطالي دانتي أليجيري بمتحف الأوفيتزي للفنون بفلورنسا

يمتد تاريخ اللغة الإيطالية المعاصرة لفترة طويلة من الزمن تمت خلالها العديد من أشكال التأثر والتحول، إلا أن اللغة الإيطالية الحديثة بشكلها الحالى قد تشكلت على نطاق أعمق وأوسع من خلال العديد من الأحداث الأكثر قربا. إن أقدم نص يمكن أن نطلق عليه كتب بالإيطالية كان عبارة عن وثيقة قانونية ترجع لما بين الأعوام 960 - 963 من منطقة بينيفنتو الإيطالية. لقد ساد الأعتقاد لاحقا بأن الإيطالية تشكلت في البدء في السنوات الأولى من القرن الرابع عشر من خلال أعمال دانتى أليجيرى، الذي عمد إلى خلط اللغات الإيطالية الجنوبية - بالأخص لغة سيتشيليا (صقلية) - مع لغته التوسكانيه الأم في ملحمته الشعرية الخالدة الكوميديا، التي قام جيوفانى بوكاتشو لاحقا بإلحاق كلمة الإلهية بها لتصبح معروفة عالميا بالكوميديا الإلهية. لقد كان من أبرز نتائج انتشار ملحمة دانتى الشعرية وذيوعها في كل ربوع المدن الإيطالية آنذاك أن تصبح لغته الشعرية المكتوبة مفهومة من جميع الإيطاليين المتعلمين في ذلك الوقت. وإلى يومنا هذا لايزال يرجع الفضل لدانتى أليجيرى في جعل اللغة الإيطالية قياسية ومفهومة للجميع، وفي أن تصبح لهجته التوسكانية أساسا لما سوف يصبح فيما بعد لغة إيطاليا الموحدة الرسمية.
حدثان بارزان في تاريخ تشكيل اللغة الإيطالية القياسية وقعا في الفترة بين الأعوام 1500 - 1850. كلا الحدثين كانا احتلالات عسكرية من قوى أجنبية. فقد غزا حكام إسبانيا المدن الإيطالية وإحتلوها حتى روما والفاتيكان في منتصف القرن السادس عشر، لقد ترك هذا الغزو أثارا استمرت ليومنا هذا على القواعد الشاذة السابقة للغة الإيطالية مبسطة أياها لكى تتطابق بشكل أكبر مع لغة المحتل الإسباني. الحدث الثاني كان غزو نابليون بونابرت لإيطاليا في أوائل القرن التاسع عشر، هذا الغزو حث على الوحدة الإيطالية ودفع اللغة الإيطالية لتصبح لغة التفاهم المتبادل بين المدن الإيطالية التي كان لكل منها لغتها الخاصة، أي أصبحت الإيطالية من يومها «اللينجوا فرانكا» للشعوب الإيطالية.

## اللهجات المحلية

خريطة بتوزيع اللهجات الإيطالية واللغات الأجنبية الأخرى المتحدثة قي أنحاء إيطاليا

يطلق حالياً في إيطاليا على كل اللغات الرومانسية المحكية عامة والتنويعات المحلية غير القياسية خلاف اللغة الإيطالية القياسية اسم اللهجات الإيطالية.
ومن الناحية التاريخية فإن العديد من اللهجات المحلية الآن في إيطاليا كانت يوما ما تعد لغات في حد ذاتها للمدن التي تكلمت بها. ومن هذه اللغات نذكر الفريولية، النيابوليتانية، الساردينية، الصقلية، والفينيسية وغيرها، ومن أمثلة اللهجات المحلية لهذه اللغات الكالابرية.
لا تستعمل اللهجات غير القياسية في إيطاليا اليوم بشكل عام في المحادثات الجماهيرية وفي الإذاعة والتلفزيون والصحافة، إنما يقتصر استعمالاتها على المتحدثين الأصليين لها في أضيق الحدود بعيدا عن الاشكالات الرسمية، بينما في الماضى كان التحدث بأى لهجة دليل على نقص التعليم أو انعدامه، وبالنسبة للأجيال الجديدة من الشباب فإنهم يعمدوا إلى استخدام اللغة الإيطالية القياسية في كل محادثتهم.
لقد ظلت اللهجات المحلية الإيطالية متواجدة كلغة مشتركة للمتحدثين بها إلى الخمسينيات من القرن العشرين، إلا إنه مع الزيادة المطردة في نسبة انتشار التعليم والقضاء على الأمية أصبحت اللغة الإيطالية القياسية أكثر قبولا بين جموع الشعب كلغة قومية. فحتى زمن الحرب العالمية الثانية كان مايزال أولئك الذين لا يستطيعون تحمل نفقات التعليم وليسوا بحاجة لاستخدام اللغة الإيطالية القياسية فيستخدمون لهجاتهم المحلية في كافة شؤون حياتهم اليومية، ومن المحتمل إنه في خلال تلك الفترة تصاعدت حدة الأحتجاج على استخدام اللهجات المحلية علنيا، بما أنها أضحت تمثل وقتها دلالة على المستوى الإجتماعى المتدني بالمجتمع الإيطالى. فيما بعد غدا هذا التوجه يحاول تهميش من يتحدثون باللهجات جانبا، خاصة بعد أن أضحى الجيل الجديد من الشباب والنازحين من المدن والأقاليم الإيطالية الأخرى غير قادرين على فهم بعضهم البعض داخل الدولة الواحدة.

## التأثير المتبادل بين اللغة الإيطالية والعربية
لقد استعارت اللغة الإيطالية العديد من الكلمات من اللغة العربية في مراحل تطورها المختلفة على مر الأزمان، ففي زمن المجد العلمي العربي استعارت الإيطالية من التعبيرات العلمية (alchimia - alambicco - elisir) ومن قاموس الرياضيات العربي استعارت (zero - cifra - algebra - algoritmo)، أما عن مصطلحات الإدارة والتجارة فنقلت الإيطالية عن العربية (califfo - sultano - tariffa - magazzino - fondaco—dogana - sceicco - ammiraglio)، كما نقلت الإيطالية عن الثقافة العربية بعض الكلمات الخاصة بالطعام مثل (zucchero - limone - spinaci). ومؤخرا استعارت الإيطالية من العربية تعبيرات صحفية مثل burqa وintifada وkefiah.

## قواعد اللغة الإيطالية
تعتبر اللغة الإيطالية واحدة من أكثر لغات العالم سهولة وإتساقا في قواعدها النحوية فهى لا تعرف نظام إعراب الأسماء الموجود باللغة الروسية، وليس بها عدد هائل من اللواحق اللغوية كاللغة المجرية، كما أنها من أسهل اللغات في العالم في تحديد الجنس (مذكر - مؤنث) وتحديد أداة التعريف الخاصة بكل منها.

### أدوات التعريف والتنكير
| الجنس | العدد | الأداة | الاستخدام |
| ----- | ----- | ------ | --- |
| مذكر  | مفرد  | il/lo  | lo توضع قبل الكلمات التي تبدأ ب z - sc - gn أو قبل حرف ال s يليه أى حرف ساكن أخر مثل lo SPettacolo، أما (L') فانها توضع أمام الأسماء المذكره المفرده التي تبدأ بحرف متحرك مثل L'ORO بمعنى الذهب. هناك بعض الشواذ ككلمة Lo Iodio وكلمة lo Ionio حيث يمثل حرف i هنا ما يسمى بشبيه المتحرك. أما il فإنها توضع أمام جميع الأسماء المذكرة المفردة الأخرى المنتهية بحرف o ولا تبدأ بما سبق الإشارة له سابقا. |
| مذكر  | جمع   | i/gli  | gli توضع في الجمع المذكر قبل الأسماء التي تبدأ بحرف متحرك أو الأسماء التي تبدأ بالأحرف z - sc - gn ومع حرف ال s الذي يليه حرف ساكن أخر، أما الأداة I فإنها توضع أمام جميع الأسماء المذكرة الجمع فيما عدا الحالات السابقة. |
| مؤنث  | مفرد  | la     | توضع (L') قبل الأسماء المؤنثة المفرده التي تبدأ بحرف متحرك، فيما عدا ذلك توضع la أمام جميع الأسماء المؤنثة الأخرى. |
| مؤنث  | جمع   | le     | توضع هذه الأداة أمام الجمع المؤنث في جميع الحالات |

| الأداة | الجنس | الاستخدام                                                                    |
| ------ | ----- | ---------------------------------------------------------------------------- |
| مذكر   | un    | نضع uno قبل z - sc - gn ومع حرف s الذي يليه ساكن مثل uno spaventoso scenario |
| مؤنث   | una   | نضع (un') قبل جميع الأسماء المؤنثة النكرة المبدؤة بحرف متحرك.                |

### الصفات
على العكس من اللغة الإنجليزية يمكن للصفة في الإيطالية أن تسبق الموصوف أو تأتي بعده. مثل un bel fiore, un fiore bello وكلاهما لهما نفس المعنى وكلاهما صحيح لغويا إلا أن الأولى تعطي تأكيد وتركيز أكبر على جمال الزهرة.
الصفات للغة الإيطالية تصرف تبعا لجنس الموصوف (مذكر أو مؤنث) ولعددهِ (جمع أو مفرد).
| النوع | العدد        | الحالة الأولى | الحالة الثانية |
| ----- | ------------ | ------------- | -------------- |
| مذكر  | مفرد منتهى ب | -o            | -e             |
| مذكر  | يجمع على     | -i            | -i             |
| مؤنث  | مفرد منتهى ب | -a            | -e             |
| مؤنث  | يجمع على     | -e            | -i             |

بمعنى أنه لو لدينا صفة مذكرة كمثال alto بمعنى عالي ومنتهية في المفرد بحرف o فإنها في الجمع تجمع على alti بحذف ال o ووضع i.